# Barque sortant du port
Barque sortant du port és una pel·lícula de curtmetratge documental muda en blanc i negre francesa del 1895 dirigida i produïda per Louis Lumière.

## Producció
Va ser filmada mitjançant el cinematògraf, una càmera tot en un, que també serveix com a projector i desenvolupador de pel·lícules. Com amb totes les primeres pel·lícules de Lumière, aquesta pel·lícula es va fer en un format de 35 mm amb una relació d'aspecte d'1,33:1.

## Sinopsi
El final d'un dic, amb nens i dones amb vestits tradicionals. Un vaixell entra al camp de la càmera a la dreta, sacsejat per dos homes liderats per un tercer. L'esquif intenta voltar la punta del dic, però l'onatge l'empeny cap enrere, el posa de costat i el corrent s'interromp pel final de la bobina de pel·lícula.

## Estat actual
Donada la seva antiguitat, aquest curtmetratge es pot descarregar gratuïtament des d'Internet. També ha aparegut en diverses col·leccions de pel·lícules, com ara The Movies Begin – A Treasury of Early Cinema, 1894–1913 .